# Juliette Labous
  Juliette Labous    (Besançon, 4 de novembre de 1998) és una ciclista francesa. Actualment corre a l'equip ciclista femení FDJ-Suez.

## Palmarès
- 2015
  -  Campiona de França junior en contrarellotge
- 2016
  -  Campiona de França junior en contrarellotge
  -  Campiona de França junior en ruta
- 2018
  -  Campiona de França sub-23 en contrarellotge
  - 1 etapa del Giro d'Itàlia (crono per equips)
- 2020
  -  Campiona de França en contrarellotge
  -  Campiona de França sub-23en contrarellotge
- 2022
  - Vencedora de la Volta a Burgos[1]
  - Vencedora d'una etapa al Giro d'Itàlia
- 2024
  -  Campiona de França en ruta

### Resultats a les Grans Voltes

#### Giro d'Itàlia
- 2018: 29a posició
- 2019: 11a  posició i guanyadora de la classificació de la millor jove
- 2020: 23a posició
- 2021: 7a posició
- 2022: 9a posició i vencedora de la 7a etapa
- 2023: 2a posició
- 2024: 5a posició
- 2025: 29a posició

#### Tour de France
- 2022: 4a posició
- 2023: 5a posició
- 2024: 9a posició
- 2025: 7a posició

#### Volta a Espanya
- 2023: 7a posició
- 2024: 4a posició
- 2025: 5a posició

## Palmarès en ciclocròs
- 2014-2015
  -  Campiona de França júnior